# NGC 5502
NGC 5502 = NGC 5503 ist eine 15,3 mag helle Spiralgalaxie vom Hubble-Typ Sa im Sternbild Großer Bär am Nordsternhimmel. Sie ist schätzungsweise 401 Millionen Lichtjahre von der Milchstraße entfernt und hat einen Durchmesser von etwa 35.000 Lj.
Das Objekt wurde am 9. Mai 1885 von Edward D. Swift entdeckt (beschrieben als „between two stars, one a wide double“ und geführt als NGC 5502), die Beobachtung seines Vaters Lewis A. Swift zwei Tage später führte mit der Beschreibung „forms with two stars a right triangle“ unter NGC 5503 zum zweiten Eintrag im Katalog.